# Dragon (fusée)
Pour les articles homonymes, voir Dragon (homonymie).
Dragon est une fusée-sonde à propergol solide à deux étages développée par la société Sud-Aviation qui a été tirée à 37 exemplaires entre 1962 et 1973. Elle pouvait lancer une charge utile d'une masse de 60 kilogrammes à une altitude de 475 et 560 kilomètres selon les versions. La fusée-sonde a été utilisée notamment par l'agence spatiale française, le CNES, et l'agence spatiale européenne, l'ESRO.

## Historique
Dragon fait partie d'une famille de fusées-sondes de première génération développée au début des années 1960 par l'établissement de Cannes du constructeur Sud-Aviation sur la base de spécifications du CNET. Cette famille comprend également les fusées-sondes Centaure  et Bélier moins puissantes. La fusée-sonde est développée à partir d'étages à propergol solide existants. La première version Dragon I est lancée à 30 exemplaires entre 1962 et 1972.  Sud-Aviation cède la licence de fabrication du modèle Dragon II  à l'Inde et au Pakistan qui en construisent quelques exemplaires. Plus de 10 exemplaires de Dragon II sont construits en France et lancés par le CNES pour son compte et celui de l'ESRO. La société développe une deuxième génération de fusées-sondes. Dans ce cadre elle met au point la version  Dragon III utilisant de l'isolane qui est lancée à 7 exemplaires entre 1968 et 1973. 10 fusées-sondes Dragon sont lancées depuis le site de Hammaguir du CIEES (Algérie), 10 depuis le Centre d'essais des Landes, 2 depuis le Centre spatial de Kourou en Guyane et  7 depuis la base d'Andoya en Norvège.   

## Caractéristiques techniques
La fusée Dragon, non guidée et stabilisée par rotation, comporte deux étages : un premier étage utilisant un bloc Stromboli S2 de 686 kg brûlant du plastolane et un deuxième étage Jéricho IV de 208 kg utilisant de l'épictète. Sa hauteur est de 8,16 m avec un diamètre du corps du premier étage est de 56 cm et du second étage de 30,5 cm. La masse totale est de 1190 kg (charge utile incluse). La  charge utile de 60 kg  peut être lancée à une altitude de 475 kilomètres. La version Dragon III met en œuvre un deuxième étage Vega de 230 kg brulant de l'isolane. Sa masse est portée à 1288 kg et pour la même charge utile il atteint une altitude de 560 km.
| Caractéristiques            | Bélier              | Centaure              | Dragon                | Bélier III          | Dragon III           | Dauphin             | Éridan              |
| --------------------------- | ------------------- | --------------------- | --------------------- | ------------------- | -------------------- | ------------------- | ------------------- |
| Génération                  | Première génération | Première génération   | Première génération   | Deuxième génération | Deuxième génération  | Deuxième génération | Deuxième génération |
| Nombre lancements           | 16                  | 99                    | 30                    | 3                   | 7                    | 6                   | 15                  |
| Dates lancement             | 1961-1970           | 1961-1974             | 1962-1972             | 1968-1969           | 1968-1973            | 1967-1979           | 1968-1979           |
| Performances                |                     |                       |                       |                     |                      |                     |                     |
| Masse charge utile          | 32 kg               | 30 à 60 kg            | 60 kg                 | 30 à 60 kg          | 60 kg                | 130 à 250 kg        | 130 à 250 kg        |
| Altitude maximale           | 80 km               | 130 à 200 km          | 475 km                | 30 à 60 km          | 560 km               | 100 à 150 km        | 220 à 425 km        |
| Caractéristiques techniques |                     |                       |                       |                     |                      |                     |                     |
| Masse totale                | 315 kg              | 490 kg                | 1 190 kg              | 352 kg              | 1 288 kg             | 1 132 kg            | 2 127 kg            |
| Diamètre (étage supérieur)  | 30,5 cm             | 30,5 cm               | 30,5 cm               | 30,5 cm             | 30,5 cm              | 56 cm               | 56 cm               |
| Longueur                    | 5,9 m               | 7,08 m                | 8,16 m                | 5,9 m               | 8,16 m               | 6,21 m              | 9,92 m              |
| Étages                      | 1                   | 2                     | 2                     | 1                   | 2                    | 1                   | 2                   |
| Propergol                   | épictète            | plastolite + épictète | plastolane + épictète | isolane             | plastolane + isolane | plastolane          | plastolane          |
| Poussée au décollage        | 20 kN               | 42 kN                 | 90 kN                 | 21,5 kN             | 42 kN                | 90 kN               | 90 kN               |
| Durée combustion            | 21 s.               | 27 s.                 | 37 s.                 | 23,4 s.             | 27,7 s.              | 16 s.               | 32 s.               |

## Source
- CNES, Institut français d'Histoire de l'Espace, Association Amicale des anciens du CNES, Les débuts de la recherche spatiale française : au temps des fusées sondes, Paris, Editions Edite, 2007, 398 p. (ISBN 978-2-84608-215-0)